# Alex Karev
Alexander "Alex" Michael Karev, M.D., F.A.C.S é um personagem fictício da série de televisão da ABC Grey's Anatomy, interpretado pelo ator Justin Chambers. Introduzido como interno cirúrgico no fictício Seattle Grace Hospital. Karev finalmente obteve a posição de residente, tornando-se posteriormente um cirurgião pediátrico. Seus relacionamentos com os colegas Meredith Grey (Ellen Pompeo), Cristina Yang (Sandra Oh), Izzie Stevens (Katherine Heigl) e George O'Malley (T.R. Knight) formaram um ponto focal da série.
O personagem é inicialmente detestado por seus colegas internos e muitas vezes é acusado de ser brusco e de desdenhar seus pacientes e colegas de trabalho. Como residente, a atitude negativa de Karev, temperamento e grosseria ocasionalmente ganharam a ira dos médicos atendentes. A ex-cirurgiã neonatal Addison Montgomery o solicitando em seu serviço como punição por sua grosseria com ela, e o neurocirurgião Derek Shepherd, entre outros, o expulsa de seus serviços por conta de seus comentários inadequados sobre os pacientes. Ele demonstra profunda habilidade para a especialidade que suscita elogios de Montgomery e contribui para o interesse de Karev em cirurgia pediátrica pelo resto da série. À medida que o personagem se desenvolvia, ele demonstrou mais empatia pelos pacientes e demonstrou ter um dom de se conectar com crianças pequenas, apesar de suas repetidas alegações de não gostar delas.
Embora Karev e Stevens tivessem uma história romântica nas temporadas anteriores, foi apenas na quinta temporada que os dois formaram um relacionamento duradouro. Apesar do câncer de pele avançado de Stevens, os dois se casam. Justin Chambers comentou sobre a incapacidade de seu personagem de dizer a Stevens que ele a ama no começo do relacionamento, dizendo que Karev tem dificuldade em se expressar. Embora Stevens parta na sexta temporada, a criadora da série, Shonda Rhimes,o disse que gostaria da chance de criar um fechamento para Karev e Stevens. Rhimes mais tarde retirou seus comentários e afirmou que ela não tem planos de voltar a abordar a história de Izzie novamente. Na nona temporada, Karev faz amizade com Jo Wilson, uma nova interna. Eles começam um relacionamento na décima temporada e rompem na décima segunda temporada. No entanto, eles voltam a se reunir e se casam na décima quarta temporada. Na estreia da décima quinta temporada, Alex se torna chefe interino do Grey Sloan Memorial depois que Miranda Bailey inicia um ano sabático.

## História
Sua mãe tinha uma doença mental e seu pai muitas vezes estava ausente, além de se tornar violento com Alex e sua mãe. Alex começou a lutar no colegial, e finalmente confrontou fisicamente seu pai - depois disso, seu pai não voltou. Alex tem um irmão mais novo, Aaron, e uma irmã mais nova, Amber; todos foram colocados em um orfanato por 5 anos. Embora Aaron e Amber tenham apenas algumas famílias adotivas, Alex passou por 17 famílias adotivas em 5 anos antes de se reunir com seus irmãos. É revelado em épocas posteriores que Aaron foi diagnosticado com esquizofrenia e tentou matar Amber. Alex estava presente quando Aaron teve que ser internado em uma ala psiquiátrica.
Alex garantiu uma posição no programa de residência cirúrgica no Seattle Grace Hospital depois de se formar na Universidade de Iowa. Inicialmente, ele deixa uma impressão ruim de que seus colegas internos se encontram com Meredith Grey (Ellen Pompeo), Cristina Yang (Sandra Oh), George O'Malley (T.R. Knight) e Izzie Stevens (Katherine Heigl), que ele mais tarde provoca quando descobre ela costumava ser modelo de lingerie. Após desentendimentos iniciais, Alex revela a Izzie que seu pai era viciado em heroína que costumava bater em sua mãe. Ele se tornou um lutador para poder defender sua mãe e frequentou a universidade com uma bolsa de luta. Ele e Izzie começam uma amizade. No final da primeira temporada, George contrai sífilis de Alex através da enfermeira Olivia Harper, causando animosidade entre os dois.
Alex convida Izzie para um encontro, mas ele fica surpreso com a notícia de que falhou nos exames do conselho médico. Izzie fica ofendida, pois ele não presta atenção nela durante o encontro e o informa que ela não quer mais sair com ele. Mais tarde, ele congela durante uma operação de emergência, precisando que George o substitua. O relacionamento de Alex com Izzie é prejudicado quando ele experimenta uma disfunção erétil com ela. Ele volta a dormir com Olivia novamente, é pego por Izzie e eles terminam. Depois de refazer os exames, Alex consegue um passe e se reúne com Izzie após um susto da bomba no hospital. Eles terminam novamente quando Izzie se apaixona pelo paciente cardiotorácico Denny Duquette.
Alex ajuda Izzie a se recuperar da morte de Denny e avança Izzie, mas Izzie se afasta, pois ela ainda está no processo de superar sua perda e eles continuam amigos.  Alex passa um período de tempo trabalhando com a cirurgiã neonatal Dr. Addison Montgomery (Kate Walsh), e embora ele seja liberado para trabalhar para o cirurgião plástico Dr. Mark Sloan (Eric Dane), ele encontra seu interesse em retornar aos serviços de Addison. Addison é atraída por Alex, e os dois se beijam e depois dormem juntos. Após um acidente de balsa, Alex salva uma mulher grávida (Elizabeth Reaser) que acorda com amnésia e cresce perto de Alex enquanto ele a ajuda a forjar uma identidade para si mesma, escolhendo o nome Ava. Depois que ela dá à luz sua filha, a memória de Ava finalmente retorna, embora ela tente esconder isso de Alex, pois ela havia deixado recentemente um casamento ruim. Ele a convence a contar sua verdadeira identidade, e ela se revela Rebecca Pope. Alex a rejeita depois de perceber que ela é casada, sentindo que ele não é bom o suficiente para ela.
Rebecca retorna e ela e Alex dormem juntos antes de voltar para o marido. Alex tem um breve relacionamento com a interna Lexie Grey (Chyler Leigh), mas escolhe ficar com Rebecca quando ela volta e diz que está grávida. Após Rebecca tentar se suicidar, Izzie convence Alex a interná-la na ala psiquiátrica devido às alucinações de Rebecca durante a "gravidez". Alex se entrega aos braços de Izzie, e os dois se beijam.
Mais tarde em seu relacionamento, Izzie começa a alucinar com Denny e descobre que ela tem melanoma metastático (estágio IV) com uma chance estimada de 5% de sobrevivência. É revelado que as alucinações de Izzie sobre Denny são, de fato, causadas por seu tumor. Alex fica chocado com a notícia, mas encontra forças para ficar ao seu lado. Izzie planeja um casamento para Meredith e Derek, mas quando Derek descobre que Izzie tem outro tumor inoperável em seu cérebro, eles dão o casamento a Izzie e Alex, que se casam na frente de todos os seus amigos. Izzie debate se ela deve ou não ser submetida a uma cirurgia arriscada para remover seu tumor e Alex a apoia, mas eventualmente insiste que ela deve fazer a cirurgia. Alex realiza RCP em Izzie depois que ela fica sem batimentos.
Izzie recupera um batimento cardíaco, mas logo é demitida, deixando Alex uma carta Dear John e nenhuma pista sobre seu paradeiro. Mais tarde, ela volta ao hospital e diz a Alex que ela não podia perdoá-lo por conversar com o chefe e assim fazendo ela ser demitida. Alex diz que não poderia perdoá-la por não lhe dar o benefício da dúvida e sair sem falar com ele primeiro. Alex reacende uma chama antiga com Lexie. Alex parece ter descoberto recentemente que seu chamado é na verdade é a pediatria e não a plástica, como ele havia decidido nas temporadas anteriores. Vendo a capacidade de Alex em lidar com pacientes infantis, a Dra. Arizona Robbins mostra interesse em orientá-lo para essa especialização. O irmão de Alex, Aaron, vem para o Seattle Grace para cirurgia, e muitas lembranças dolorosas ressurgem por causa disso. Meredith descobre que Alex, junto com Aaron e sua irmã Amber, estiveram em um orfanato por cinco anos, quando sua mãe não podia cuidar deles. Alex também é servido com documentos de divórcio de Izzie. Alex é baleado no hospital pelo marido de uma paciente falecida, mas sobrevive com a ajuda de Lexie e Mark. Durante o tratamento, ele confunde Lexie com Izzie.
Após o tiroteio, Lexie tem um colapso mental na frente de Alex e ele se afasta. Dra. Bailey proíbe Alex da cirurgia até que ele retire a bala alojada em seu corpo, o que ele mais tarde permite que ela faça. Alex percebe que sua paixão reside na cirurgia pediátrica. Além disso, ele mostra-se excelente com as crianças. Ele imediatamente fica contra o então chefe de Cirurgia Pediátrica, Robert Stark, enquanto Arizona está de licença. Alex então tenta dormir com a virgem April Kepner depois de visitar sua mãe em Iowa, quando seu irmão foi diagnosticado com esquizofrenia. Alex e Meredith realizam uma cirurgia de emergência em um garoto durante o turno da noite, lidando com as consequências iradas de Stark (que não respondeu ao pager), mas obtendo a aprovação sem palavras do chefe. Alex fica emocionada quando Arizona retornar da África e espera que ela volte a trabalhar no hospital. Enquanto isso, Alex se apaixona pela nova assistente da obstétrica, Lucy Fields, e eles começam um relacionamento depois que ela o beija. Alex descobre que Meredith está sabotando seu ensaio clínico de Alzheimer e a ratifica na tentativa de conseguir ser o Residente Chefe.
Alex entrega Meredith e a notícia logo se espalha, chegando até o conselheiro de adoção que tira Zola de Meredith. Percebendo seu erro, Alex pede desculpas a Meredith, que o perdoa logo depois. Quando o final do quinto ano de residência está próximo, os residentes cirúrgicos, incluindo Alex, se preparam para os exames do conselho para as diferentes bolsas que planejam ingressar. Embora Alex esteja atrasado para o exame porque teve que tratar um paciente, ele acaba passando. O Dr. Webber diz que o Hospital Johns Hopkins, que tem o melhor programa do país. Alex aceita ir para o novo hospital onde ele fica com uma posição de atendente em cirurgia pediátrica. Depois de descobrir sua decisão, sua atual chefe, Dr. Arizona Robbins, grita com ele e toma seu lugar em um avião que os levaria para uma cirurgia em gêmeos siameses, porém o avião nunca chegou ao destino, ele caiu na floresta deixando seus tripulantes gravemente feridos e com 1 morte, Lexie.
Após o resgate de seus colegas, a saúde de Robbins se deteriora e é preciso amputar a perna dela. Ele prolonga sua estadia no Seattle Grace até encontrar um substituto para Robbins, mas quando ele descobre que o substituto enviará o programa de intercâmbio à UCLA, ele decide não sair. Karev compra a casa antiga de Meredith, e Cristina se torna sua colega de quarto. Karev forma uma amizade com uma nova interna, Jo Wilson, que acaba desenvolvendo sentimentos românticos um pelo outro. Alex admite seu amor por Jo, e os dois se beijam e se tornam um casal.
O pai de Alex, Jimmy, que ele não vê há 18 anos, é internado no pronto-socorro como paciente. Depois de receber alta, Jimmy toca com sua banda em um bar, e Alex passa várias noites assistindo seu pai se apresentar no palco. Sem saber que Alex é seu filho, Jimmy confia em Alex que ele tinha outra família que ele não via há anos. Isso deixou Alex chateado e ele deu um soco em Jimmy no bar. Depois de voltar para casa, Alex libera sua dor e raiva em Jo por tê-lo encorajado a se reconectar com seu pai. Seu pai retorna sofrendo de sintomas de abstinência e alucinações do passado, onde mais é revelado sobre a infância de Alex. Jimmy diz a Alex que sabe que ele é seu filho e Alex grita com seu pai afirmando que "eu era o pai". Mais tarde, seu pai entra em parada cardíaca e é levado à cirurgia. Alex beija Jo no casamento de April querendo começar uma família com ela. Naquela noite, seu pai morreu, devido a um erro do interno, Shane Ross, e Alex está chateado. Ele dá um soco em Ross e mais tarde é confortado por Meredith.
Após a conclusão de sua bolsa em Cirurgia Pediátrica, Alex recebe uma oferta para trabalhar no consultório particular do Dr. Oliver Lebackes, alegando que ele terá horários mais flexíveis e "um grande salário". Alex aceita esta oferta alegremente. Robbins fica inicialmente irritada com essa decisão e acha que Alex está escolhendo dinheiro em vez de substância. Eventualmente, ela percebe que ele se tornou um cirurgião maravilhoso e que ela fica feliz em vê-lo partir. Mais tarde, ele descobre que não está feliz trabalhando no consultório particular e expressa um desejo de retornar em tempo integral ao Grey Sloan. Quando Cristina parte para a Suíça, ela deixa para Alex sua parte no conselho, incluindo seu assento.
Alex é demitido pelo Dr. Lebackes quando Maggie Pierce acidentalmente revela a ele que Karev estava pensando em deixar o emprego. Webber recomendou Bailey para ocupar o lugar de Yang no conselho, então Bailey e Alex brigam pela da cadeira. Ambos fazem apresentações ao conselho e, eventualmente, Bailey vence, com um voto unânime a seu favor. Ele é contratado de volta como atendente em cirurgia pediátrica e assume o cargo em período integral enquanto Arizona busca uma bolsa de estudos com a Dra. Herman. Alex continua namorando Jo e sua amizade com Meredith se torna mais forte do que nunca, com ele assumindo o papel de sua "nova pessoa". Quando Derek morre e Meredith foge, Alex fica chateado por ela sair sem dizer a ele onde ela foi e a chama todos os dias. Eventualmente, ela liga para ele, diz que está bem e para parar de ligar. Quando ela entra em trabalho de parto e dá à luz Ellis Shepherd, Alex vai vê-la, pois ele é seu contato de emergência. Ele traz Meredith e seus filhos de volta para sua casa. Ela pede para voltar a morar com ele em sua antiga casa. Alex vende Meredith de volta à casa e ele e Jo alugam um loft.
Alex e Jo continuam lutando com seu relacionamento. Alex quer se estabelecer, se casar com Jo e ter filhos. No entanto, Jo continua resistindo. Quando Karev propõe, Jo diz que ela não pode se casar com ele, então ele termina com ela. Mais tarde, Alex percebe que sente falta de Jo e a recupera. Eles parecem estar indo bem por algum tempo, até Alex propor casamento novamente e os dois brigarem, enquanto Jo ainda continua argumentando que ela não pode se casar com ele. Alex sai, deixando o relacionamento incerto. Durante o casamento de Owen e Amelia, Alex percebe que mesmo que ela não se case com ele, ele ama Jo e volta para ela novamente. No entanto, quando ele chega ao apartamento deles, ele encontra Jo altamente embriagada, vestindo nada além de sutiã e calcinha, e o interno de cirurgia, Andrew DeLuca, deitado em cima dela. Alex presume que DeLuca estava tentando tirar vantagem de Jo enquanto ela estava embriagada e cheia de raiva. Alex espanca DeLuca.
Andrew está gravemente ferido, com o rosto machucado, irreconhecível. Ele está inconsciente e prestes a morrer. Alex percebe o que fez e rapidamente leva DeLuca ao hospital. Lá, os médicos chamam a polícia enquanto lutam para salvar Andrew e descobrir quem fez isso com ele. Alex mente para todos e diz que encontrou Andrew nesse estado e o levou para Grey Sloan. No entanto, Ben Warren desconfia de Karev. Meredith também rapidamente percebe que Alex foi quem espancou DeLuca. Ela mente por ele e os dois continuam mentindo para todos no hospital sobre as ações de Alex. Logo, Karev descobre que Andrew não estava fazendo nada de errado e que havia espancado um cara legal. Meredith decide que, apesar de amar Alex, ela precisa entregá-lo. Ela vai até Bailey e diz a verdade. Mas, quando os dois correm para a polícia, encontram Alex sendo preso por agressão agravada, como ele havia se entregado. Ele é levado para a prisão e Meredith o impede. Enquanto eles esperam por um julgamento, Bailey suspende Alex como atendente e o faz trabalhar na clínica Denny Duquette. Eventualmente, Jo finalmente diz a Alex que a razão de ela não poder se casar com Alex é porque ela já é casada. Seu marido é abusivo, então ela fugiu e mudou seu nome para Jo Wilson para que ele não a encontrasse. Alex percebe que, quando Jo é chamada para testemunhar no julgamento, essas informações sobre seu passado e a falta de registros com o nome de Jo Wilson podem ser reveladas e, quando as informações se tornam públicas, seu marido pode encontrá-la. Para mantê-la segura, ele decide aceitar o acordo sem um julgamento, garantindo que ele seja preso por 2 anos. No entanto, quando Alex diz a Meredith isso, ela implora para que ele não o diga e também diz que não pode perdê-lo também porque ela já perdeu todos os outros importantes em sua vida. Alex luta para decidir se aceita ou não o acordo.
Meredith procura o caso de Alex online, para descobrir que o julgamento foi adiado indefinidamente. Ela assume que ele aceitou o pedido e começou a ligar e visitar várias prisões locais para encontrá-lo. Após um dia inteiro de busca sem encontrá-lo, ela volta para casa e o descobre dormindo em sua cama. Ele explica que dormiu lá o dia todo. Ele explica que durante sua reunião DeLuca entrou e retirou todas as acusações. Alex estava livre.
Depois de voltar ao trabalho, Alex e Jo tentam se ignorar e acabam desenvolvendo uma espécie de tolerância um com o outro. DeLuca e Alex continuam em desacordo, principalmente quando ele se aproxima de Jo. No entanto, nada acontece e os dois mantêm distância. No final da temporada, Alex contrata um investigador para procurar o marido abusivo de Jo. O investigador o encontra e diz a Alex que ele estará em uma conferência. Meredith diz a ele que é uma ideia horrível e que ele não deveria ir, especialmente considerando que Jo não sabe sobre a situação. Alex voa para a conferência com a intenção de dizer a ele para sair da vida dela, não importa os meios. Quando ele o conhece, Alex decide não confrontá-lo por causa de Jo, evitando expor sua identidade e localização atuais e, potencialmente, impedindo-se de agredir alguém mais uma vez. Ele retorna a Seattle, deixando a convenção mais cedo.
No início da temporada 14, Alex e Jo começam a se aquecer. Jo diz a DeLuca que ela ainda está apaixonada por Alex. Quando Stephanie deixa o hospital após uma explosão que quase a matou, Jo escolhe Warren para confidenciar. Depois que ela conta a ele seus verdadeiros sentimentos sobre toda a situação com Alex, Warren diz que Jo está com medo de que ele possa machucá-la. Alex vai até Jo e diz a ela que ele nunca poderia abusar dela como o marido, porque ele lidou com o mesmo trauma de uma criança que seu pai era abusivo. Ele então diz a ela que encontrou o marido. Jo é pega de surpresa por isso, mas quando Alex diz a ela que ele não o matou ou feriu de qualquer maneira, ela fica aliviada e finalmente confia nele novamente.
Jo se viu hesitante em ser incluída em um artigo sobre a cirurgia de Meredith, pois mostrava quanto controle seu marido ainda tinha sobre ela. Quando teve a oportunidade de se tornar residente-chefe, ela decidiu que tinha terminado de se esconder e pediu o divórcio de Paul. Em seu primeiro dia como residente-chefe, Jo ficou chocada quando Paul apareceu no hospital com os papéis do divórcio. Meredith interveio e disse a Alex para ficar longe de Paul, pois ele queria bater no cara, então ela ajudou Jo a lidar com o divórcio. No dia seguinte, Paul foi trazido ao hospital após ser encontrado com vários ferimentos, que Meredith suspeitou incorretamente de Alex e Jo. Alex ficou longe do quarto de Paul de acordo com as instruções de Meredith, mas ele ficou ao lado de Jo quando ela ficou com a decisão sobre o que fazer com Paul depois que ele entrou em um ato de agressão a Jo e sua nova noiva, Jenny, e foi declarado com morte cerebral. Ela escolheu doar seus órgãos e ficou impressionada com o alívio de finalmente estar livre.
Depois de muitos anos sem ver a mãe, Alex e Jo decidem visitá-la, após Alex perceber que ela não estava descontando os cheques que ele mandava todo mês. Lá eles a encontram trabalhando no seu antigo serviço, na biblioteca, e que aparentemente ela está bem. Alex e Jo contam sobre o noivado e a convidam, mas ela recusa alegando que não seria bom para ela a mudança de rotina.
Depois de meses noivos, Alex e Jo chegaram ao grande dia. No entanto, tudo o que poderia dar errado, deu. Enquanto o casamento foi adiado por pessoas indo para o endereço errado e pastoras atrasadas, Alex e Jo escaparam para fazer sexo em um galpão e foram trancados. Quando eles foram finalmente salvos por Meredith e Andrew, eles voltaram ao local do casamento para encontrar a planejadora do casamento tendo uma reação alérgica grave. A gota d'água foi quando Levi Schmitt desmaiou ao ver sangue e derrubou o bolo de casamento. Alex e Jo decidiram se casar no mar em um barco, com a cerimônia sendo oficiada por Meredith.
Após a lua de mel, Alex e Jo voltam para Seattle onde Jo consegue uma bolsa de inovação cirúrgica enquanto Alex assume a posição de Chefe de Cirurgia Interino. Bailey deixa o cargo para tirar meio ano sabático por conta do estresse e, inicialmente considerava dar o cargo para Teddy Altman, mas após ela recusar Alex ganha o cargo.
No dia da festa de Catherine, Meredith contou a Alex sobre ela e Andrew. Depois de zombar dela, como amigo, ele ficou feliz por ela e, como chefe, disse-lhe para informar o RH. A interna Helm entrou para lhe dizer que "Sra. Karev" queria vê-lo. Ele pensou que ela estava falando sobre Jo e disse-lhe para dizer a Jo para encontrá-lo na festa. Tendo ignorado o telefone, Alex ficou surpreso quando Jo apareceu na festa com sua mãe, que alegou que ela havia chegado para uma visita. Enquanto ele e Jo discutiam a suspeita de um surto psicótico e planejavam voltar para o apartamento, Helen desapareceu na multidão. Eles finalmente a encontraram e Helen mostrou a Alex um saco de lenços que ela tricotara como presente de casamento.
Após Alex deixar o cargo de Chefe, ele acoberta Meredith pela farsa no seguro médico para fazer uma cirurgia cara para uma menina emigrante do México. Meredith usa o nome de sua filha, Ellis, e tudo parece ocorrer bem, mas a farsa é descoberta por Catherine e ela faz uma reunião com Bailey. Logo, ele, Meredith e Richard são chamados e os três são demitidos.
Na temporada 16, após sua demissão do Grey Sloan, Alex consegue um novo emprego no Pacific Northwest General Hospital, um hospital terrível com mortalidade alta. Lá ele consegue o cargo de Chefe de Cirurgia além de Chefe do staff e ainda é atendente em Cirurgia Pediátrica. Com sua posição de Chefe, ele contrata Richard para ser cirurgião geral e diretor do programa de residência. Ele também oferece emprego para Jo, mas Bailey faz uma oferta melhor e ela fica no Grey Sloan. Alex posteriormente chama Owen Hunt para ser Chefe de Cirurgia de Trauma e ele aceita. Alex está tentando fortemente levantar o hospital.
Depois do julgamento de Meredith, Alex fica ausente e é dito que ele viajou para Iowa para cuidar de sua mãe doente, porém depois de algum tempo Alex deixa de se comunicar com a esposa, Jo, e com Meredith. Preocupada, Jo liga para a mãe de Alex e descobre que ele não está lá e que nunca esteve lá, com isso acontecendo, Jo desconfia que Alex a deixou, o que mais tarde se mostra correto. É revelado que Alex se reencontrou com a ex-esposa Izzie Stevens, que depois de deixar Seattle se mudou para o Kansas e deu a luz a dois filhos gêmeos, Eli e Alexis. Tais filhos foram concebidos através de inseminação artificial, uma vez que Izzie tinha os óvulos já fecundados depois de ser câncer. Alex manda cartas para Meredith, Bailey, Webber explicando toda a situação, ele também escreve para Jo, onde ele pede o divórcio e explica que não voltará pois ainda está apaixonado por Izzie e que ela é a mãe dos filhos dele, Karev também diz que ele seria incapaz de voltar para se despedir dela pois ele também a ama.

## Desenvolvimento

### Casting e criação
Quando a ideia de criação de Grey's Anatomy começou, o show não contava com o personagem de Justin Chambers em seu roteiro original. A criadora Shonda Rhimes havia planejado apenas quatro internos cirúrgicos, Izzie, George, Cristina e Meredith.
Essa ideia permaneceu durante um bom tempo, inclusive durante as gravações do episódio piloto. "A Hard Day's Night", o primeiro episódio da primeira temporada de Grey's Anatomy, foi totalmente gravado sem a presença de Chambers.
No entanto, houve uma demora de quase um ano entre a gravação do episódio piloto e a sua transmissão pela American Broadcasting Company (ABC), em 27 de março de 2005. Durante essa espera, Rhimes pôde analisar diversas vezes as cenas gravadas e fazer algumas alterações. Uma dessas alterações foi a conclusão de um quinto interno, alguém que viria para complementar o grupo dos personagens principais, mas que tivesse uma personalidade diferente dos outros.
Na mesma época, Chambers havia feito um teste para um outro trabalho na ABC e criado uma boa impressão então foi chamado para fazer um teste com Ellen Pompeo. O resultado agradou muito Shonda Rhimes e toda a sua equipe. Em uma entrevista, Justin Chambers deu a seguinte declaração: "O papel do Dr. Karev... eles filmaram o piloto antes de eu entrar. [...] "O personagem ainda nem tinha sido criado, eu não sei. Eles enviaram o piloto para Nova York, onde eu moro, vi e adorei, e fui a Los Angeles para tentar ganhar o papel, fiz o teste e consegui o papel. Então foi assim que Alex surgiu."
Como o episódio já estava gravado, os produtores tiveram que gravar uma nova cena, dele com Meredith, para poder adicioná-lo. Outras cenas incluindo o personagem foram digitalmente colocadas através de CGI (computação gráfica).
Em 10 de janeiro de 2020, Justin Chambers anunciou que havia deixado a série após 15 anos, a fim de buscar outras oportunidades de atuação e também se concentrar em sua família. Segundo ele, seu episódio final foi ao ar em 14 de novembro de 2019 (16.08). Nesse comunicado, Chambres disse:
"Não há um bom momento para dizer adeus a uma série e um personagem que definiram tanto da minha vida nos últimos 15 anos. Por algum tempo, no entanto, eu tenho esperado diversificar meus papéis e escolhas na minha carreira. E, conforme eu faço 50 anos e sou abençoado com a minha esposa maravilhosa e solidária e meus cinco filhos incríveis, agora é a hora.[...] À medida que eu saio de Grey’s Anatomy, quero agradecer a minha família da ABC, Shonda Rhimes, os membros originais do elenco, Ellen Pompeo, Chandra Wilson e James Pickens, e o resto da equipe maravilhosa, tanto do passado quanto do presente, e, claro, aos fãs por essa jornada extraordinária."— Justin Chambers (em inglês)

### Caracterização
A American Broadcasting Company (ABC) caracterizou Karev como "honesto", "sempre diz como é", além de citar sua boca, sua pontualidade e ele ser um "espertinho" como sua fraqueza. Shonda Rhimes disse sobre Karev: "Eu amo o fato de termos um personagem que pode fazer algo maravilhoso, mas ainda assim ser um egoísta. Alex fica complexo da maneira que a maioria dos personagens não faz, porque mesmo tendo um código moral, seu código moral é totalmente distorcido e sombrio. Mas ele é essencialmente bom — lá no fundo". Carolina Paiz, um dos escritores da série, escreveu: "Ele tem muita coisa acontecendo por dentro... você acha que o descobriu, mas ele apenas revela todo esse outro lado dele".
"Ele é um jogador superficial que se revela um cara legal e um médico talentoso, com um jeito incrível de se deitar, além do interesse amoroso da personagem de Katherine Heigl, Isobel". O DVD Verdict escreveu sobre o desenvolvimento do personagem na quarta temporada: "Ame-o, odeie-o, ou ambos, Karev fala o que pensa, arestas e tudo. Mas, no final, seu coração frio parece ser abrandado por seu relacionamento florescente com Jane Doe/Ava/Rebecca." Rhimes sentiu que o centésimo episódio durante o qual Karev se casa com Stevens mostrou como ele havia crescido: "Olhe para ele. De pé no altar e dizendo aqueles votos como um homem. (...) Ele se tornou um homem que pode dar um passo adiante. E eu o amo por isso."

## Recepção
Analisando Alex Karev, Rachel Simon o chamou de "subestimado"; ela apontou que o crescimento pessoal de Alex nunca parece ser reconhecido, como "Alex começa como um interno arrogante e antipático que afasta qualquer um que tenta se importar com ele. Ele quebra o coração de Izzie 1.000 vezes e depois fica surpreso quando ela se apaixona por ele. Ele dorme com qualquer garota que o queira, insulta todo mundo que não gosta e geralmente gosta de ser o imbecil do hospital. No entanto, ao longo de dez temporadas, Alex evoluiu, lenta e realisticamente, para uma pessoa genuinamente boa, cujas falhas não desaparecem milagrosamente, mas possui qualidades muito melhores".
O ex-colunista de televisão do The Star-Ledger, Alan Sepinwall, desaprovou o flerte de Karev com Addison como "ele deveria se interessar pela especialidade de uma mulher e respeitar seu chefe sem entrar nas calças". Ao revisar a quinta temporada, Chris Monfette, da IGN, escreveu: "Alex, que se tornara simplesmente o pária zangado do elenco, foi exaltado quando seu relacionamento com Izzie se tornou cada vez mais substancial, e suas cenas de cabeceira com ela no final foram alguns dos melhores materiais de seu personagem até agora."
Em sua carreira profissional como cirurgião pediátrico, Examiner escreveu: "Apesar de seu exterior áspero, Alex tem uma certa inocência infantil e precisa de aceitação. Ele também está interessado em reconhecer essas características em crianças.  Ele alcança crianças em vários níveis", e acrescentou: "Alex tem grandes problemas de confiança. Talvez tenha sido o constante espancamento de seu pai. Ou a doença mental de sua mãe. Ou tendo passado por 17 lares adotivos por um período de 5 anos. Quem não teria problemas com uma infância assim?"
Quanto a saída do personagem do programa, ele recebeu respostas polarisadas. Maggie Fremont do Vulture expressou desapontamento que a saída não mostrou nenhum reencontro físico entre Izzie e Alex. Em seguida, Fremont declarou: "Parecia que a morte de Alex, embora trágica, seria a única maneira de descartar o personagem, que faria sentido depois de tudo que ele passou" e que "o Alex Karev que observamos - puta merda, quase 2 décadas se estivermos arredondando - não faria isso" embora admitisse que a saída "quase funciona", já que Alex opta por não perder um segundo com seus filhos e ser um ótimo pai, mas que "Alex não está bravo por um único segundo sobre o fato de que Izzie teve filhos secretos 5 anos atrás e nunca disse a ele" fez "menos sentido". Fremont também observou que Alex poderia ter pedido a Jo para se mudar para o Kansas para ajudá-lo a estar lá para seus filhos, de forma que era obviamente "TAMBÉM sobre as mulheres que ele ama".
Sonya Field for Hypable criticou o enredo "irreal", sentindo que sublinhava a história de Alex e Jo "porque ele estava tão pronto para deixá-la". Ela opinou que os flashbacks de Izzie / Alex a "incomodaram". Ela terminou dizendo: "Me preocupa que isso possa significar que todo o problema será varrido para debaixo do tapete após este episódio. [...] é perturbador ver como Alex foi capaz de se afastar de Jo tão rapidamente [...]."
Jasmine Blu para TV Fanatic deu uma resposta negativa: "Alex, que passou anos ressentindo as pessoas por abandoná-lo, deu meia-volta e deixou aqueles que ama. É uma luta envolver a cabeça em torno disso." Blu também criticou Alex por aparentemente usar sua mãe doente como álibi, e notou que isso não era característico do "atirador honesto" e do "cara que fala assim, quer você goste ou não" pelo qual os fãs o conhecem. A revisora também observou que "já era um péssimo serviço levar tanto tempo para alguém prestar atenção em sua ausência" e que "Jo provavelmente deveria ter contatado sua mãe há muito tempo".